# Ливер

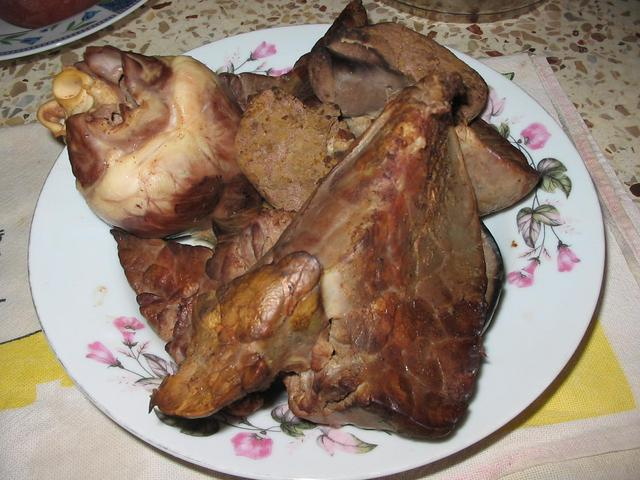
Отварные воловье сердце, печень и легкие

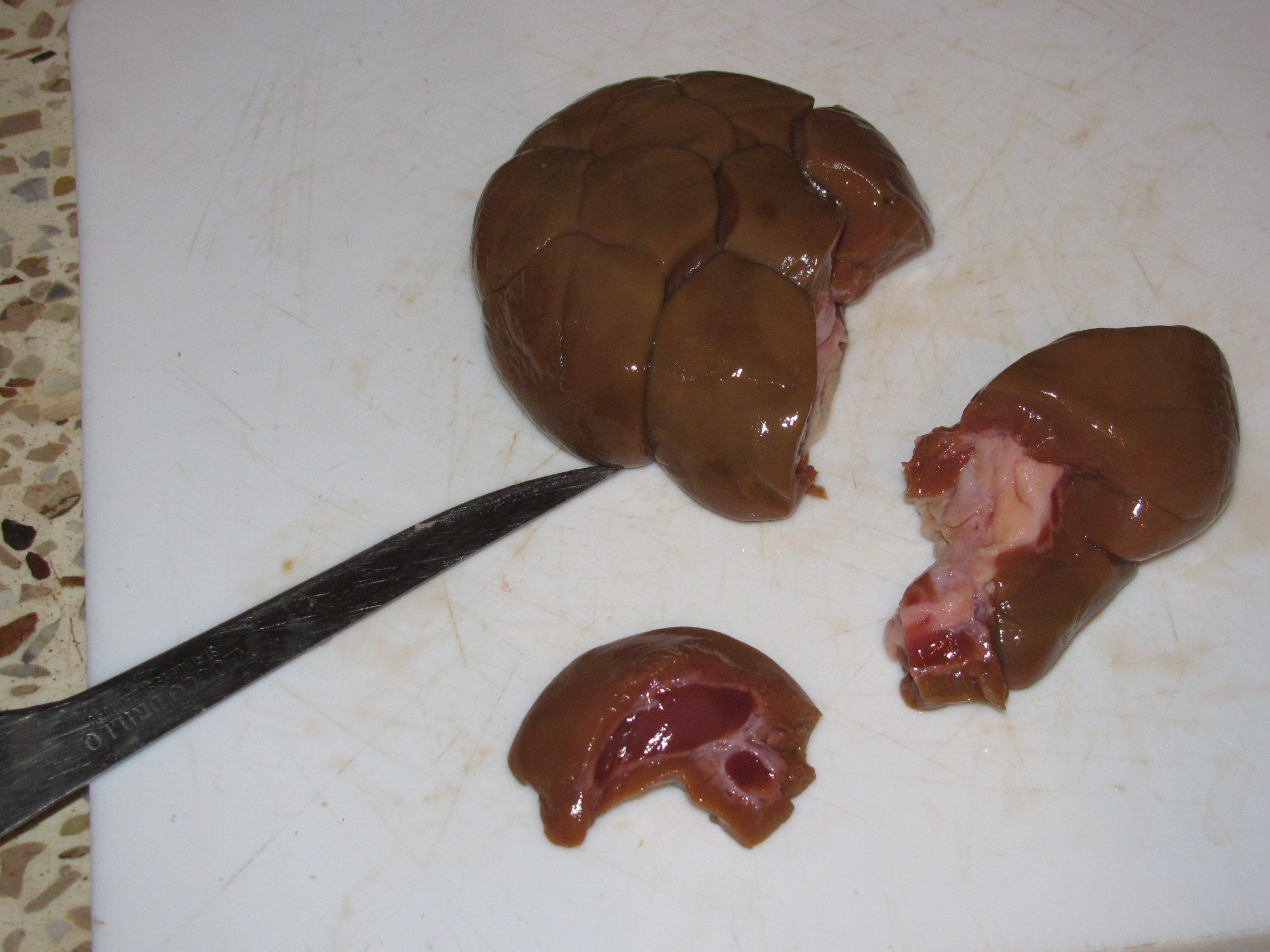
Подготовка говяжьих почек для приготовления солянки

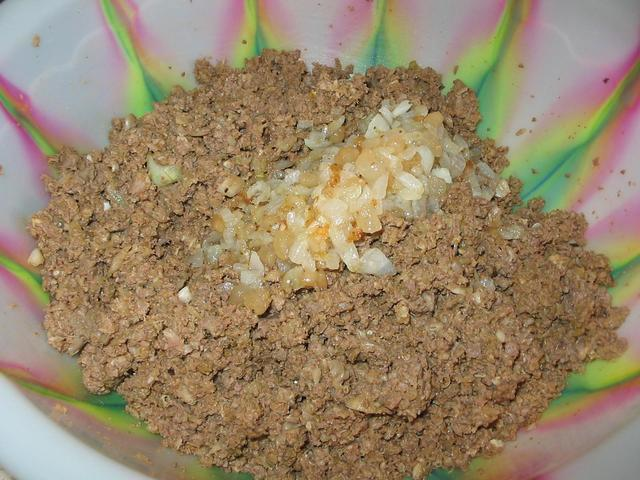
Начинка из ливера и жареного лука для приготовления вареников

Ли́вер (англ. liver — печень) — обобщающее название мякотных субпродуктов. Ливер идет на приготовление паштетов и ливерных колбас.
В состав ливера входят сердце, печень, почки, диафрагма и трахея в их естественном соединении. До революции в России этот состав продуктов назывался требухой. В связи с дешевизной такая начинка в пирогах была пищей для бедных. 
Самый ценный продукт — печень — идёт на приготовление паштетов, консервов, используется для приготовления вторых блюд. Почки идут в супы, солянки, вторые блюда. Сердце, желудок (сычуг, книжка) и вымя приготавливаются путём длительной варки (фляки, хаш). Сетка (брыжейка) используется в русской и белорусской кухне как обертка для приготовления томленых блюд, в состав которых входят каши (перепеча, няня и др.).
Ливер по своему пищевому качеству может расцениваться нисколько не ниже, а иногда даже и выше мяса, но он требует более тщательного приготовления.